# Jules Cluzel

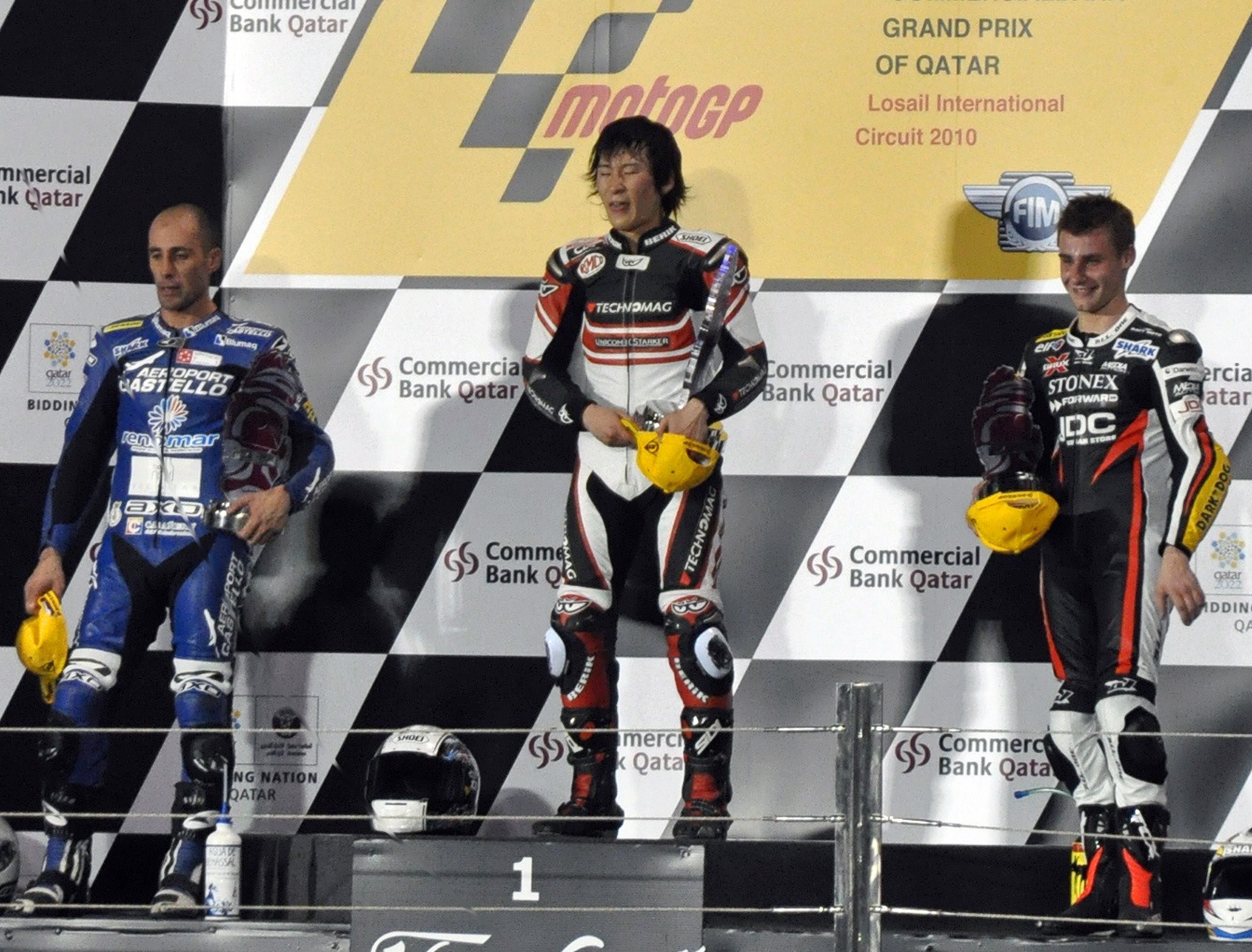
Jules Cluzel (r.) zusammen mit Shōya Tomizawa (m.) und Alex Debón (l.) nach seinem dritten Platz beim Großen Preis von Katar 2010

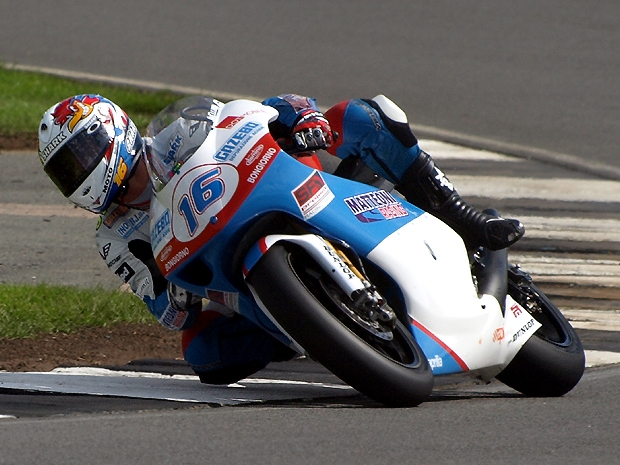
Jules Cluzel 2009 auf Aprilia

Jules Cluzel (* 12. Oktober 1988 in Montluçon, Département Allier, Frankreich) ist ein ehemaliger französischer Motorradrennfahrer.

## Karriere
Jules Cluzel debütierte 2005 auf einer 125-cm³-Malaguti beim Großen Preis von Frankreich in der Motorrad-Weltmeisterschaft. Seit 2006 startet er permanent in der WM. 2006 und 2007 trat der Franzose auf privat eingesetzten Aprilias in der Viertelliterklasse an. In der Saison 2008 stand Cluzel beim Werksteam des chinesischen Herstellers Loncin in der 125er-Klasse unter Vertrag, konnte aber in 15 Rennen kein einziges Mal in die Punkteränge fahren.
Im Jahr 2009 trat Jules Cluzel für das italienische Privatteam Matteoni Racing in der 250-cm³-Klasse an. Beim Auftaktrennen, dem Großen Preis von Katar in Losail, errang er mit Platz zwei hinter dem Spanier Héctor Barberá die erste Podiumsplatzierung seiner WM-Laufbahn. Danach konnte Cluzel jedoch nicht mehr an dieses Resultat anknüpfen und beendete die Saison als Gesamt-Zwölfter.
2010 geht Jules Cluzel für Forward Racing auf Suter in der neu geschaffenen Moto2-Klasse an den Start. Sein Teamkollege ist der Italiener Claudio Corti. Beim Saisonstart in Katar konnte der Franzose mit Rang drei erneut aufs Siegerpodest fahren. Sein erster Sieg in der Motorrad-WM folgte vier Rennen später beim Großen Preis von Großbritannien in Silverstone im insgesamt 71. Rennen seiner Karriere.
In der Saison 2012 ging Jules Cluzel auf Honda CBR 600 RR in der Supersport-Weltmeisterschaft für das Team PTR Honda an den Start. Auf Anhieb wurde der Franzose Vizeweltmeister mit vier Siegen. Nach Kenan Sofuoğlu ist Cluzel (Stand: Saisonende 2021) der zweiterfolgreichste Fahrer in der Geschichte der Serie mit 24 Siegen und 63 Podestplätzen, obwohl er nie Weltmeister wurde.

## Statistik

### In der Motorrad-Weltmeisterschaft
| Saison | Klasse  | Motorrad | Rennen | Siege | Podien | Poles | Punkte | Ergebnis |
| ------ | ------- | -------- | ------ | ----- | ------ | ----- | ------ | -------- |
| 2005   | 125 cm³ | Malaguti | 3      | –     | –      | –     | –      | –        |
| 2006   | 250 cm³ | Aprilia  | 16     | –     | –      | –     | 15     | 20.      |
| 2007   | 250 cm³ | Aprilia  | 17     | –     | –      | –     | 19     | 21.      |
| 2008   | 125 cm³ | Loncin   | 15     | –     | –      | –     | –      | –        |
| 2009   | 250 cm³ | Aprilia  | 15     | –     | 1      | –     | 82     | 12.      |
| 2010   | Moto2   | Suter    | 17     | 1     | 2      | –     | 106    | 7.       |
| 2011   | Moto2   | Suter    | 17     | –     | –      | –     | 41     | 21.      |
| Gesamt | Gesamt  | Gesamt   | 100    | 1     | 3      | 0     | 263    |          |

### In der Supersport-Weltmeisterschaft
(Stand: Saisonende 2022)
| Saison | Team                         | Motorrad         | Rennen | Siege | Zweiter | Dritter | Poles | Schn. Runden | Punkte | Ergebnis |
| ------ | ---------------------------- | ---------------- | ------ | ----- | ------- | ------- | ----- | ------------ | ------ | -------- |
| 2012   | PTR Honda                    | Honda CBR 600 RR | 13     | 4     | 3       | 5       | 5     | 3            | 210    | 2.       |
| 2014   | MV Agusta Reparto Corse      | MV Agusta F3     | 11     | 3     | 2       | 2       | 5     | 2            | 148    | 2.       |
| 2015   | MV Agusta Reparto Corse      | MV Agusta F3     | 9      | 3     | 4       | –       | 6     | 5            | 155    | 4.       |
| 2016   | MV Agusta Reparto Corse      | MV Agusta F3     | 12     | 2     | 1       | 2       | 2     | 1            | 142    | 2.       |
| 2017   | CIA Landlord Insurance Honda | Honda CBR 600 RR | 12     | –     | 3       | 3       | 1     | 2            | 155    | 3.       |
| 2018   | NRT                          | Yamaha YZF-R 6   | 12     | 5     | 1       | 1       | 1     | –            | 183    | 3.       |
| 2019   | GMT94 Yamaha                 | Yamaha YZF-R 6   | 12     | 3     | 2       | 1       | 1     | –            | 200    | 3.       |
| 2020   | GMT94 Yamaha                 | Yamaha YZF-R 6   | 11     | –     | 6       | 1       | –     | –            | 160    | 4.       |
| 2021   | GMT94 Yamaha                 | Yamaha YZF-R 6   | 21     | 4     | 1       | 4       | 3     | 4            | 252    | 4.       |
| 2022   | GMT94 Yamaha                 | Yamaha YZF-R 6   | 21     | –     | 1       | –       | –     | –            | 132    | 10.      |
| Gesamt | Gesamt                       | Gesamt           | 134    | 24    | 24      | 15      | 24    | 17           | 1737   |          |

### In der Superbike-Weltmeisterschaft
| Saison | Team                 | Motorrad          | Rennen | Siege | Zweiter | Dritter | Poles | Schn. Runden | Punkte | Ergebnis |
| ------ | -------------------- | ----------------- | ------ | ----- | ------- | ------- | ----- | ------------ | ------ | -------- |
| 2013   | Fixi Crescent Suzuki | Suzuki GSX-R 1000 | 27     | –     | 1       | –       | –     | –            | 175    | 10.      |
| Gesamt | Gesamt               | Gesamt            | 27     | 0     | 1       | 0       | 0     | 0            | 175    |          |

## Verweise